# Krasivka, Krasîliv
Krasivka (în ucraineană Красівка) este un sat în comuna Velîka Medvedivka din raionul Krasîliv, regiunea Hmelnîțkîi, Ucraina.

## Demografie
Componența lingvistică a localității Krasivka
     Ucraineană (99,43%)
     Alte limbi (0,57%)
Conform recensământului din 2001, majoritatea populației localității Krasivka era vorbitoare de ucraineană (99,43%), existând în minoritate și vorbitori de alte limbi.